# Robert Grissold
Robert Grissold (ou bien Greswold ou encore Griswold), mort à Warwick le 16 juillet 1604 est un laïc martyr catholique anglais arrêté et exécuté sous le règne de Jacques Ier.

## Biographie
Né dans une famille d'humbles tisserands restée fidèle à l'Église catholique, il est lui-même employé comme homme à tout faire par un autre catholique, Monsieur Sheldon de Broadway. Probablement à la demande de Sheldon il accompagne dans ses déplacements John Sugar, un prêtre catholique. C'est lors d'un de ces déplacements qu'il est arrêté en juillet 1603. Placé en détention il y demeure près d'un an. John Sugar est finalement condamné à mort pour haute trahison. A Robert Grissold lui est proposé la vie sauve s'il se fait anglican. Il refuse. Il est alors aussi condamné à mort pour motif d'avoir aidé un prêtre catholique. La peine pour lui est celle réservée aux criminels de l'époque, la pendaison.

## Vénération
Déclaré bienheureux par Jean-Paul II en 1987 Robert Grissold est l'un des quatre-vingt-cinq Quatre-vingt-cinq martyrs d'Angleterre et de Galles béatifiés par ce dernier. Il est vénéré par l'Église catholique le 16 juillet.